# Fiambrera

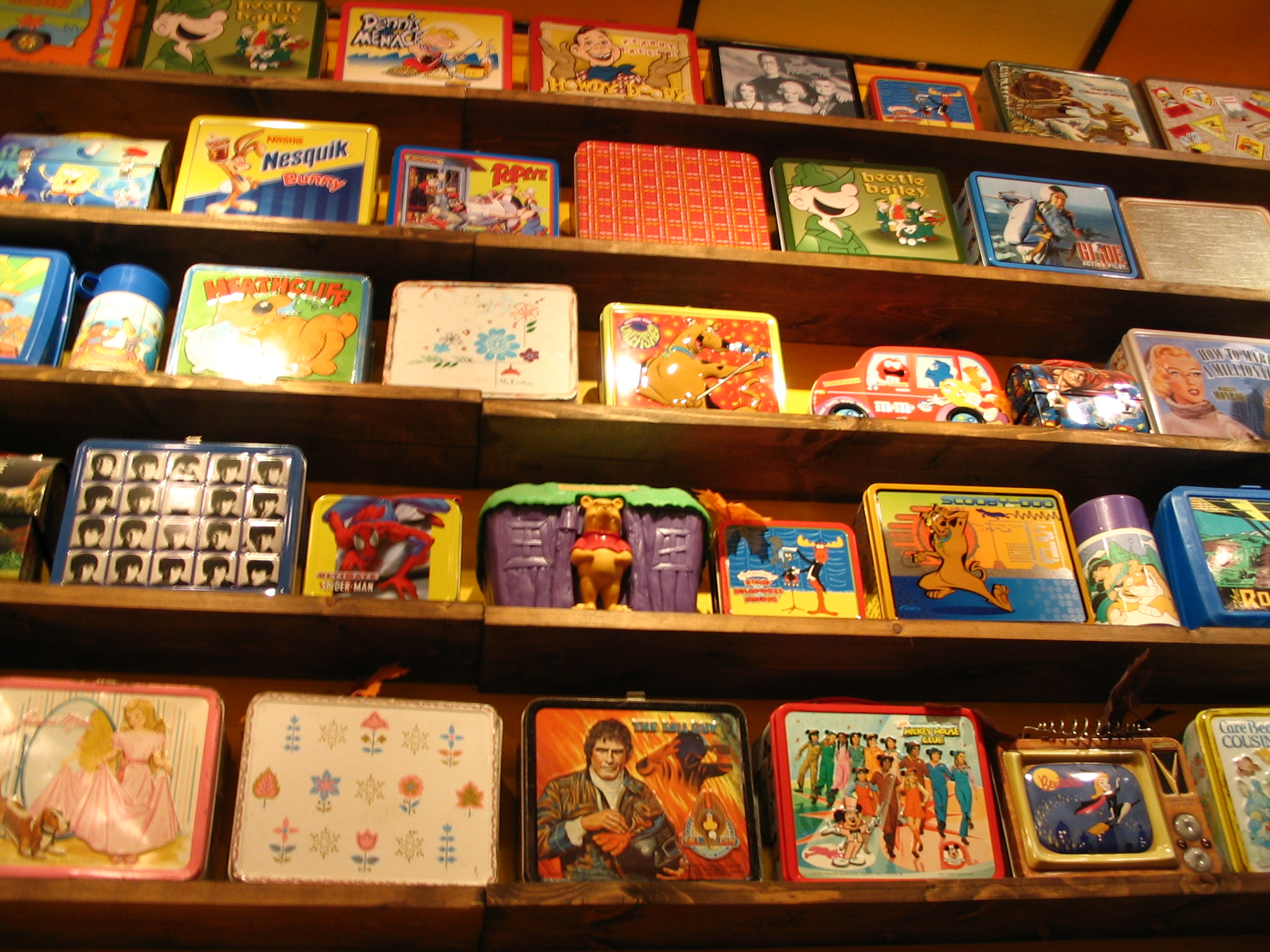
Loncheras de plástico.

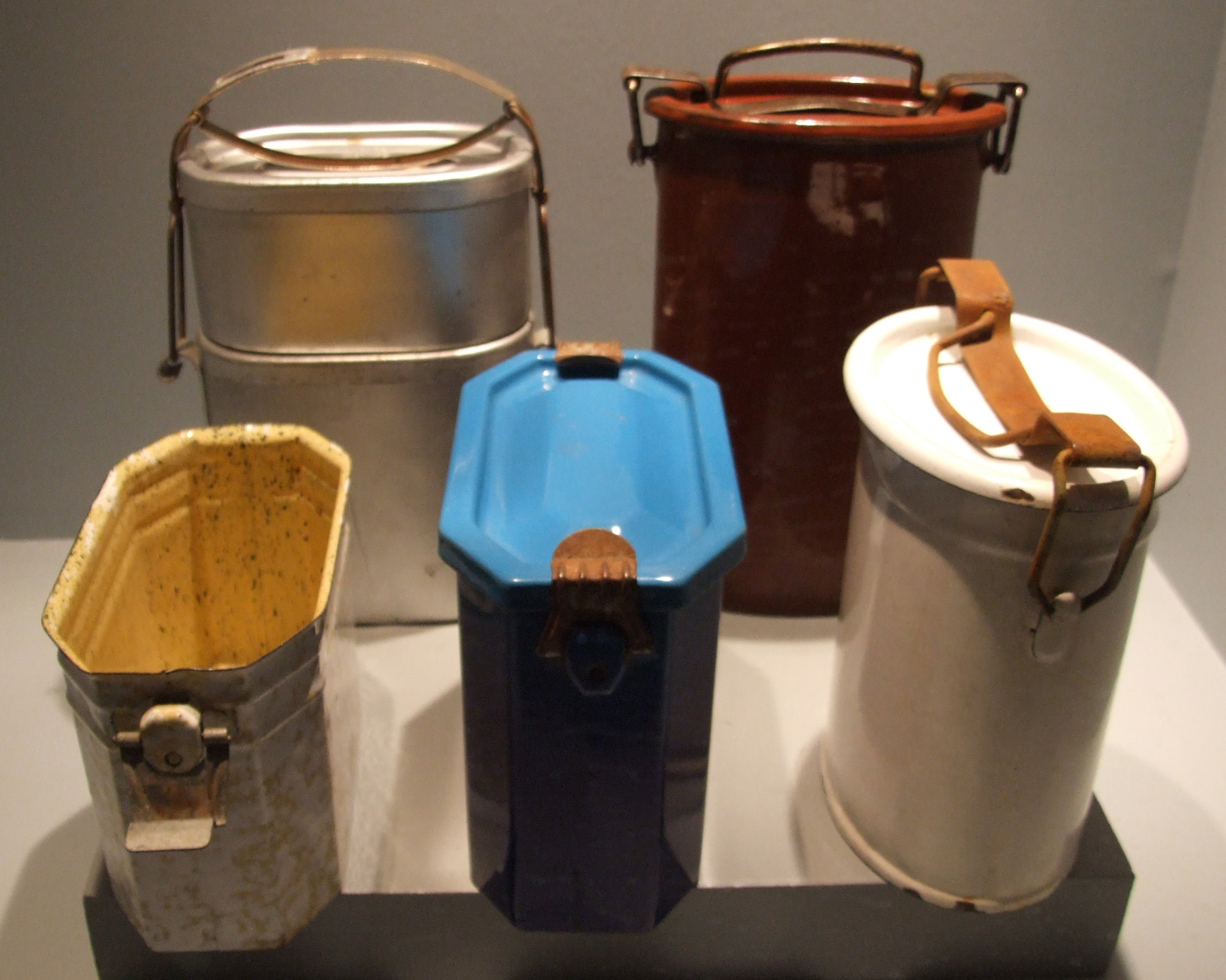
Fiambreras metálicas alemanas.

Una fiambrera, lonchera, tartera, tarrina o táper es un envase con tapa hecho de lata, vidrio o plástico, entre otros materiales posibles, que sirve para llevar algún tipo de alimento, generalmente cocinados, para ser consumidos posteriormente. El término «lonchera», utilizado en la mayoría de países de Hispanoamérica, es un anglicismo derivado de la palabra «lunch», que significa almuerzo.
En la actualidad, una de las marcas más conocidas de este tipo de productos es Tupperware, registrada y patentada en Estados Unidos por Earl Tupper en 1947. Por ello se emplea el término castellanizado táper que es una fiambrera de plástico.

## Las fiambreras en la actualidad
Hoy día las fiambreras han evolucionado desde los antiguos recipientes de lata hasta porta alimentos que aparte de cubrir el más básico fin de estos utensilios, es decir, transportar los alimentos, son capaces de calentarlos e incluso cocinarlos con las fiambreras eléctricas.
Los materiales van evolucionado y pretenden cuidar tanto a los alimentos como a sus consumidores. Durante unos años los tápers de plástico dominaron el imperio de las fiambreras. Pero ahora van ganando terreno materiales amigables con el medio ambiente y se mantienen libres de productos tóxicos como el BPA que liberan los plásticos.
La fibra de arroz o de trigo y el bambú son materiales que se están usando cada vez más. El acero inoxidable de calidad o el vidrio son otros materiales que fueron desplazados por el plástico debido al sobrecoste que suponen respecto a estos últimos pero ahora se recuperan con fuerza.
Actualmente tenemos una vasta gama de recipientes que cubren las necesidades de cualquiera, sea cuales sean los requerimientos.